# Нейроэтика

Проблема вагонетки.

Нейроэтика — дисциплина на границе между нейронаукой и философией. Так называют этику нейронаук, междисциплинарную область исследований, изучающую влияние современной нейронауки на самосознание человека, развитие биомедицины, политико-правовой и моральной сфер жизнедеятельности человека. Некоторые проблемы нейроэтики принципиально не отличаются от тех, которые встречаются в биоэтике. Другие уникальны для нейроэтики, потому что мозг как орган разума имеет значение для более широких философских проблем, таких как природа свободной воли, моральной ответственности, самообмана, личной идентичности, автономии личности и индивидуума. В рамках нейроэтики рассматриваются основные принципы нормативной этики нейрофизиологии.
Философ Адина Роскис считает что нейроэтика состоит из двух смежных областей — этики нейробиологии и этики нейронауки.

## Происхождение термина
Рис и Роуз утверждают, что «нейроэтика» — это неологизм, который появился только в начале 21-го века, в основном благодаря устному и письменному общению этиков с философами.
Как указывает Расин, этот термин был придуман Гарвардским врачом Аннализой Понтиус в 1973 году в статье для академического журнала «Перцептивные и моторные навыки», озаглавленной «Нейроэтика ходьбы у новорожденного», которая в 1993 году перепечатала термин в статье для журнала «Психологический отчёт», которую часто ошибочно упоминают как первую статью с заголовком, содержащим слово «нейроэтика». До 1993 года американский невролог Рональд Крэнфорд использовал этот термин. Джуди Иллес фиксирует использование термина в научной литературе 1989 и 1991 годов. Писателю Уильяму Сафиру широко приписывают то, что в 2002 году слово приобрело его нынешнее значение, определяя его как «изучение того, что правильно и что неправильно, хорошо и плохо в лечении, совершенствовании или нежелательном вторжении и вызывающих беспокойство манипуляциях с человеческим мозгом».
В 2002 году прошла международная конференция под названием «Neuroethics: Mapping the Field». Участники представляли разные отрасли наук, включая неврологию, биоэтику, философию, право, генетику и журналистику. В 2007 году Американский журнал по биоэтике (AJOB) официально объявил о запуске «AJOB Neuroscience», который издаётся регулярно и полностью посвящён нейроэтике.

## Вопросы нейроэтики
Нейроэтика включает в себя широкий спектр вопросов:
- Воздействия на мозг
  - Хирургические вмешательства в мозг (психохирургия)
    - Одним из этических противоречий, появляющиеся от связи мозга и сознания в нейрохирургии, является сохранение здоровья пациента в ущерб, может быть, его прежней структуре личности в результате операции на мозге[13].
    - Большинство доноров органов — это нейрохирургические пациенты, у которых была диагностирована смерть мозга[14].

  - Транскраниальная магнитная стимуляция, микрополяризация, ТЭС-терапия
  - Фармакологическое воздействие на когнитивные процессы (психофармакология) — некоторые виды допинга, вопрос о том, насколько допустима когнитивная свобода.
    - Анджан Чаттерджи, невролог из Университета Пенсильвании, утверждает, что западная медицина стоит на пороге революции, в результате которой люди смогут улучшить свою память и внимание с помощью фармакологических средств. Джейкоб Аппель, специалист по биоэтике из Университета Брауна, выразил обеспокоенность по поводу возможности того, что работодатели будут навязывать такие препараты своим работникам[15][16].
- Проблемы, создаваемые развитием нейровизуализации, позволяющей в частных случаях различать ложь более точно, чем полиграф — степень допустимого применения технологий для соответствия принципам неприкосновенности частной жизни и суверенитета личности:
  - Насколько допустим нейромаркетинг
  - Нейрореализм — мысль о том, что что-то реально только когда его можно измерить (то есть человек, который говорит что у него боль, «действительно» болен, если только этот симптом поддерживается результатами сканирования мозга)[17][18]. Случай фантомных конечностей демонстрирует неадекватность этого подхода.
- Воздействие на память
  - Предполагается, что пропранолол, одобренный FDA препарат, эффективно притупляет болезненные эффекты травматических воспоминаний, если принимать его в течение 6 часов после возникновения события[19]. Независимо от того, этично ли полностью или частично стирать память пациента, эта тема, безусловно, становится все более актуальной, поскольку эта технология совершенствуется в нашем обществе[20].
- Лечение стволовыми клетками
  - Первичная этическая дилемма, которая возникает в исследованиях стволовых клеток, касается источника эмбриональных стволовых клеток (ЭСК). Обычно им является внутренняя клеточная масса бластосферы, которая может иметь потенциал для возникновения человеческой жизни[21]. Согласно исследованию, проведенному биологами развития, от 75 до 80 % эмбрионов, созданных в результате полового акта, естественным образом теряются, прежде чем они могут стать зародышами[22]э
  - Стволовые клетки полезны при лечении некоторых нейродегенеративных заболеваний, таких как болезнь Паркинсона[23], в частности, исследование, проведенное в 2011 году, показало, что индуцированные плюрипотентные стволовые клетки (ИПСК) могут быть использованы для помощи в исследованиях и лечении Паркинсона. Исследования на животных показали, что использование ИПСК может улучшить моторные навыки и выброс допамина у испытуемых с болезнью Паркинсона[24]. Для исследований клетки мозга животных повреждаются способом, имитирующим болезнь. Трансплантация гемопоэтических стволовых клеток при лечении пациентов с рассеянным склерозом может нести высокий риск отторжения, что при наличии других методов лечения рассеянного склероза пока перевешивает преимущества данного метода[25].
- Пациенты с нарушением сознания
  - Недавние результаты исследований с использованием функциональной магнитно-резонансной томографии изменили наш взгляд на вегетативных пациентов. Снимки мозга показали, что аспекты эмоциональной обработки, понимания языка и даже осознания могут сохраняться у пациентов, поведение которых предполагает вегетативное состояние. Если это так, то неэтично позволять третьей стороне диктовать жизнь и будущее такого пациента[26].
- Неврологические процедуры
  - При исследовании новых лекарств может быть установлен побочный эффект изменения поведения и личности. Хотя личная идентификация это сложный вопрос, пациенты в результате применения препаратов могут терять такие «части себя» как память или настроение. С другой стороны, при тестировании новых препаратов встаёт вопрос сортировки пациентов — с одной стороны необходимо выбирать таких пациентов, чтобы лечение им максимально помогло, с другой стороны, необходимо провести как можно более качественное исследование, чтобы не пострадали будущие пациенты.
- Нейронаука и свободная воля
  - Если все действия человека вызваны процессами в его мозге, который, в свою очередь, является продуктом генов и нашего жизненного опыта, то как мы можем нести ответственность за свои действия? Оценки нейропсихиатрии стали более широко использоваться в системе уголовного правосудия, а технологии нейровизуализации предоставили нам более прямой взгляд на травмы головного мозга. Нейровизуальные данные могут свидетельствовать о том, что нет свободной воли, и каждое действие, которое совершает человек, является просто продуктом прошлых действий и биологических импульсов, которые находятся вне нашего контроля[27]. Вопрос о том, совместима ли личная автономия с этикой нейробиологии является центральным для нейроэтики[28] Однако существует некоторое противоречие относительно того, влечет ли личная автономия понятие «свободной воли» или является «морально-политическим» принципом, отдельным от метафизических затруднений[29].

Директор Центра когнитивной нейрофизиологии при Университете Пенсильвании Марта Фарах написала книгу с названием «Нейроэтика», в которой утверждает, что бедность разрушает мозг и не даёт в дальнейшем индивиду обрести материальное благополучие.